# Taghmon
Taghmon (irisch Teach Munna, deutsch: „Munnas Haus“) ist eine Ortschaft im County Wexford im Südosten der Republik Irland mit 740 Einwohnern.

## Lage
Taghmon liegt am Muck River etwa dreizehn Kilometer westlich von Wexford. Durch die Ortschaft führt die R738 von Wexford nach Baldwinstown.

## Geschichte
Eine Siedlung ist seit 597 nachgewiesen. Dem heiligen Munna von Taghmon (auch Munnu, eigtl. Fiontan mac Tulcháin) wurde ein Stück Land durch den König Dímma mac Áeda Croin zugeteilt. Dort wurde ein Kloster errichtet, das namensgebende Teach Munna.

## Sehenswürdigkeiten
- Das Portal Tomb von Newbawn liegt bei Taghmon.
- Taghmon Castle, ein Tower House
- St. Munna’s Church aus dem 15. Jahrhundert mit dem Sheela-na-Gig
- St. Munna’s Cross, ein steinernes Hochkreuz

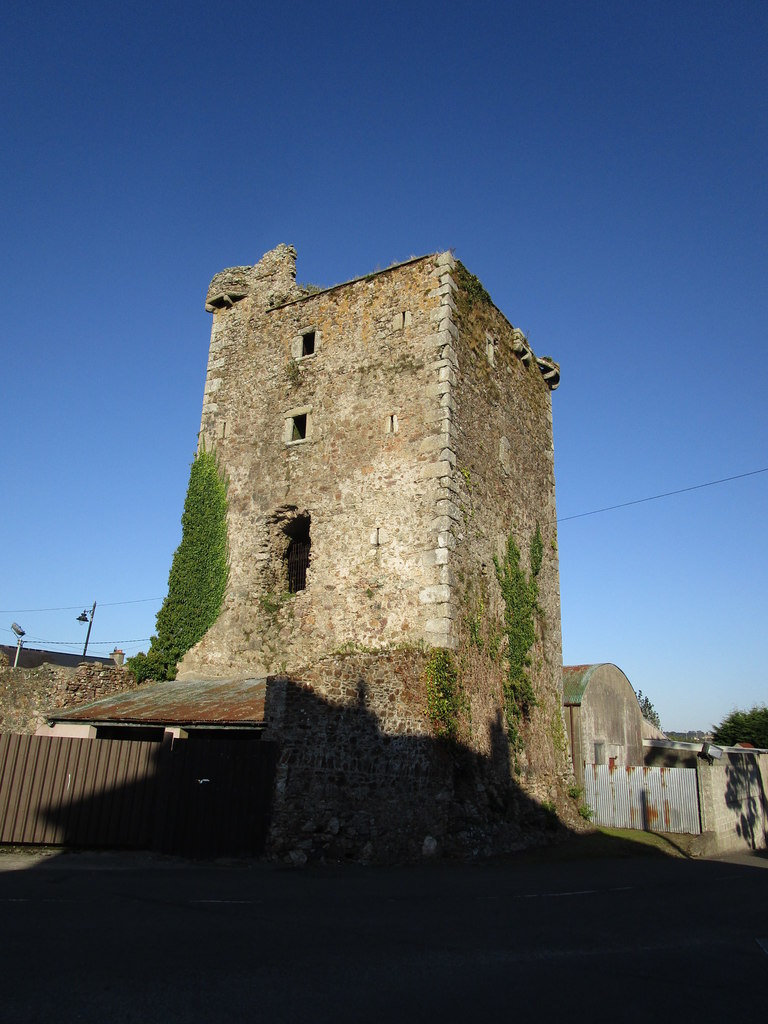
Taghmon Castle
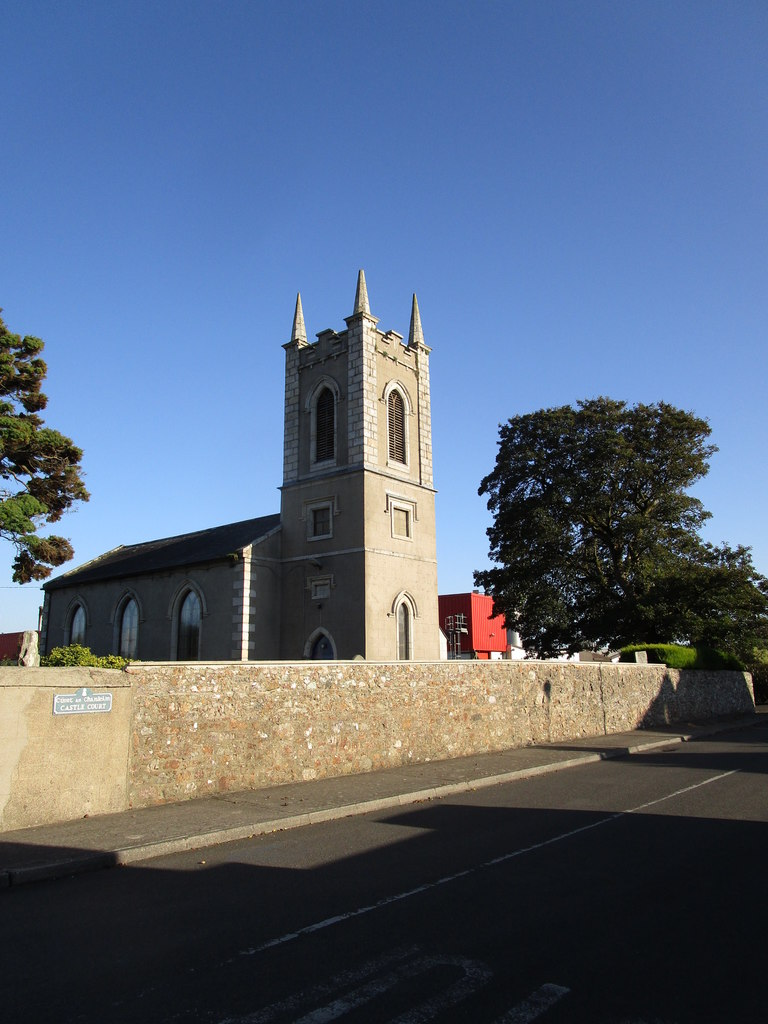
St. Munna’s Church
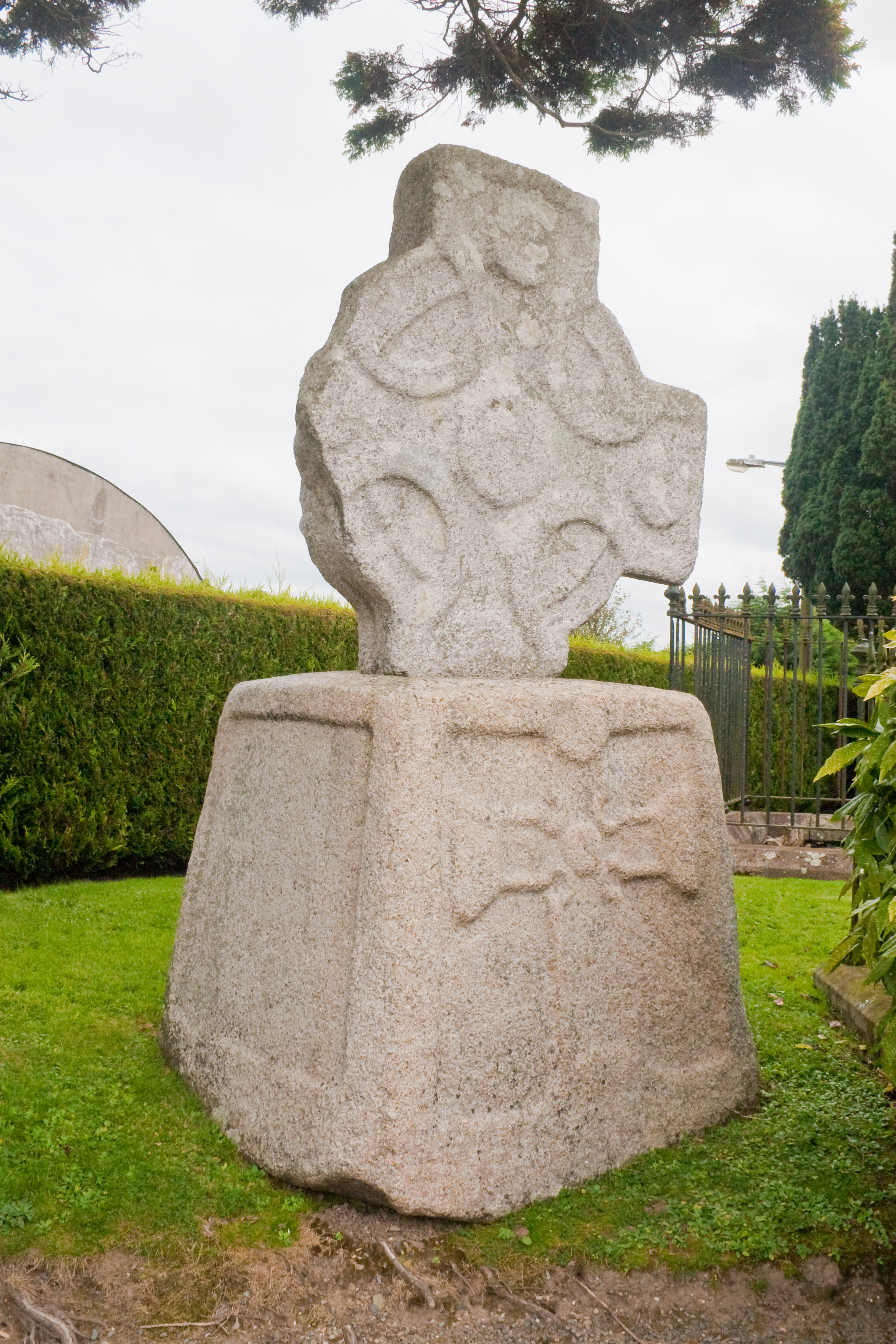
St. Munna’s Cross

## Persönlichkeiten
- James Ryan (1891–1970), Politiker (Fianna Fáil)
- John Devereux (1778–1860), Diplomat